# Conoscenza di Cristo

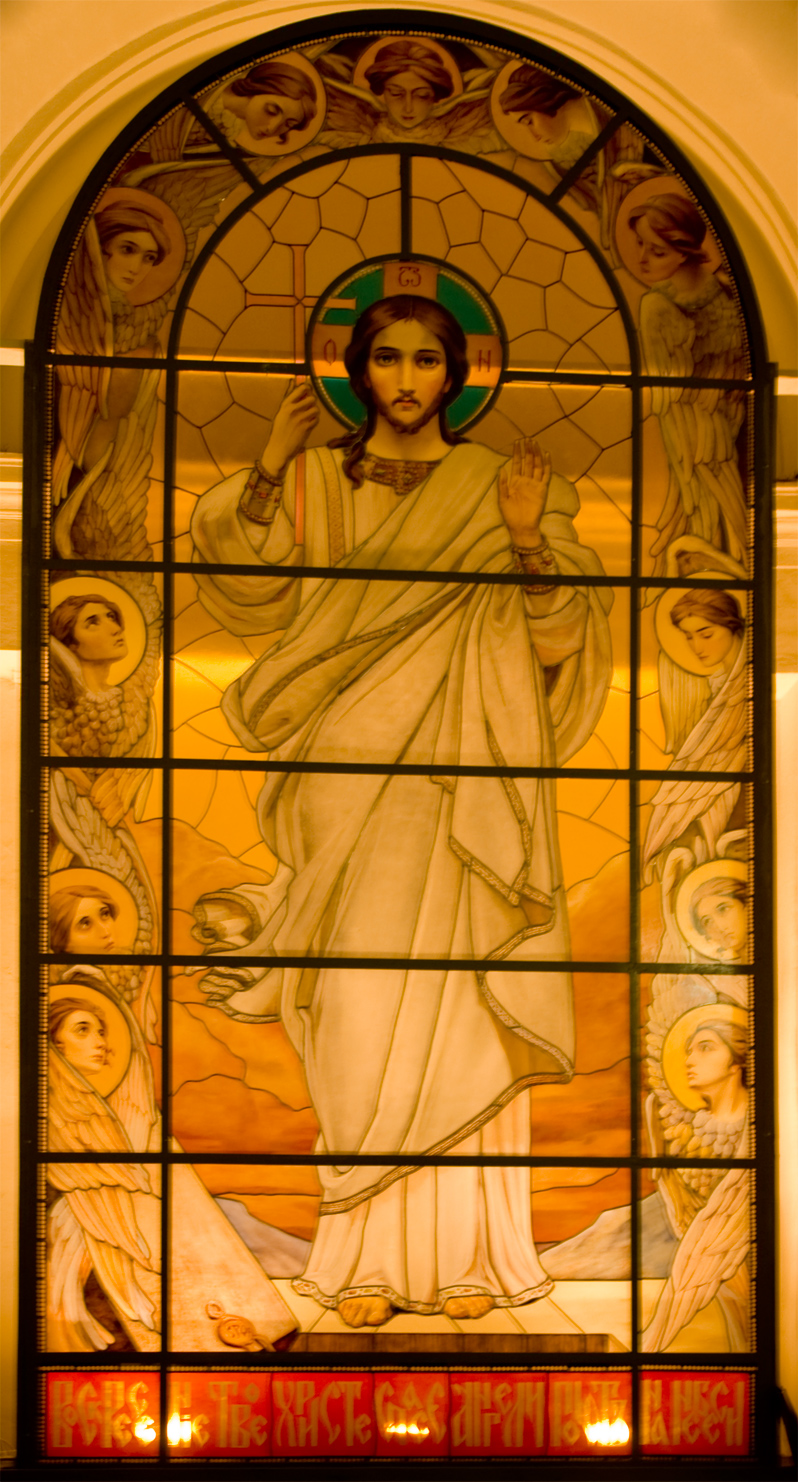
Vetrata con la rappresentazione di Cristo, Cattedrale dei Santi Pietro e Paolo (San Pietroburgo), (Russia)

La conoscenza di Cristo si riferisce a due possibili temi cristologici, a volte correlati: il primo tratta di come i cristiani vengano a conoscere Cristo, il secondo si focalizza sulla conoscenza che Cristo ha avuto del mondo. 
Dibattiti relativi alla conoscenza di Cristo hanno avuto un posto centrale nella cristologia per secoli. Nel XX secolo l'interazione tra i due concetti è stata riassunta nel titolo di un libro di Hans Urs von Balthasar (1980): Kennt uns Jesus - Kennen wir ihn? (Gesù ci conosce? Noi conosciamo Gesù?)
Gli insegnamenti cristiani su cosa significhi "conoscere Cristo" in effetti hanno dato origine al campo della cristologia, iniziando dalla discussione di Paolo di Tarso in Filippesi 2:5-6 sulla relazione tra Cristo e Dio.
Differenti tradizioni cristiane hanno raccomandato vari modi di ottenere una migliore conoscenza di Cristo. Mentre alcune tradizioni si concentrano sulla condivisione delle sofferenze di Gesù in terra, altre enfatizzano l'importanza delle Scritture; mentre altre ancora propongono che leggere le scritture deve essere accompagnato da specifici esercizi spirituali e contemplazioni.
Gli approcci per discutere la "conoscenza di Cristo" generalmente hanno usato due metodologie distinte: una che si basa esclusivamente sull'analisi del testo del Nuovo Testamento, l'altra basata su un ragionamento teologico che deduce ulteriori principi al di là del testo. Questi due approcci, così come i metodi di interpretazione di passi evangelici specifici, hanno dato luogo a divergenti vedute tra i cristiani che affrontano tale argomento.

## Conoscere Cristo
La Lettera ai Filippesi è stata oggetto di molta ricerca cristologica. Lo studioso neotestamentario Ralph P. Martin (1925-2013) asserisce che Filippesi 2 può essere considerato l'inizio della disciplina di cristologia, riferendosi specificamente alla ricca analisi che l'Apostolo Paolo iniziò in Filippesi 2:5-6 in merito alla relazione tra Cristo e Dio. Veronica Koperski vede Filippesi 3 quale inizio dell'analisi di come i cristiani vengono a conoscere Cristo.
La dichiarazione paolina in Filippesi 3:10-12 è preceduta dalla sua affermazione in Filippesi 3:8-9 relativa al valore supremo della conoscenza di Cristo sopra tutto il resto. In Filippesi 3:10 Paolo usa il verbo greco gignoskein (γιγνώσκω) che implica "conoscenza personale" piuttosto che comprensione intellettuale. Non è scopo di Paolo "conoscere di Cristo" bensì conoscere Cristo.
Nel 325 il Credo niceno citava lo Spirito Santo, ma fu solo nel 381 durante il Concilio di Costantinopoli che venne formalmente affermato che i cristiani acquisiscono la conoscenza di Cristo mediante lo Spirito Santo che li illumina per Cristo.
Agostino d'Ippona discute il riferimento Filippesi 3:10-12 alla conoscenza di Cisto nel suo Sermone 169. Agostino considera la potenza della risurrezione non solo come il risorgere dai morti, ma come un doppio potere che Cristo esercita sui cristiani: in primo luogo in termini di risurrezione futura, in secondo luogo, in termini di loro redenzione Molti altri pensatori cristiani, da Ambrosiaster a Giovanni Crisostomo seguirono questa tendenza e equipararono la conoscenza di Cristo alla devota vita cristiana.
Tommaso d'Aquino si riferisce spesso al desiderio di Gesù di insegnare, ma sottolinea che a differenza delle parole di altri insegnanti, le parole di Gesù non possono essere comprese semplicemente ascoltando o leggendole, ma richiedono di essere ascoltate attraverso lo Spirito Santo. Tommaso scrive che la radice e la sorgente della nostra conoscenza di Dio è Cristo, il Verbo divino, e che tutta la conoscenza di Dio fluisce ai fedeli dalla fonte che è Cristo. L'Aquinate considera due gruppi di persone che si impediscono la conoscenza di Cristo: il primo gruppo è formato da coloro la cui sensualità li confina al mondo terreno dei sensi e non si aprono alla crescita spirituale; il secondo gruppo sono coloro che sono moralmente corrotti.
La Riforma protestante pose maggiore accento sulla conoscenza di Cristo attraverso le Sacre Scritture piuttosto che sul condividere le sue sofferenze o mediante la Comunione. Il concetto di grazia fu al centro della teologia di Martin Lutero, che credeva che l'opera soteriologica di Cristo avvenisse tramite il Vangelo, affermando che le opere e le parole di Cristo erano la via per conoscerlo. il grande collaboratore di Lutero, Filippo Melantone criticava l'approccio di Tommaso d'Aquino e della cristologia scolastica. La sua convinzione orientata verso la salvezza rispecchiava la concentrazione di Lutero sulla giustificazione e lo portò a coniare la dichiarazione: "Conoscere Cristo significa conoscere i suoi benefici e non riflettere sulle sue nature e modi di incarnazione". Melantone cancellò poi questa dichiarazione da edizioni successive del suo Loci Communes (1521), ma è rimasta associata alle sue idee e a quelle dei seguaci di Lutero.
Giovanni Calvino considera la comprensione della missione di Cristo come elemento essenziale per conoscerlo: conoscere Cristo implica una comprensione del perché fu inviato. Nell'opinione di Calvino gli esseri umani non sono in grado di comprendere Dio di per sé, e lo si può solo iniziare a conoscere per mezzo di Cristo. Nel suo Institutio christianae religionis (II.XV) Calvino critica coloro che conoscono Cristo "solo di nome", per esempio coloro che insegnano semplicemente che Cristo è il Redentore senza capire o insegnare il modo di come egli redima. Per Calvino conoscere Cristo implica conoscere la sua potenza e dignità in termini del suo triplice ufficio:
1. l'ufficio profetico (la funzione di Profeta e di Maestro)
2. l'ufficio sacerdotale (la funzione di Sacerdote)
3. l'ufficio regale (la funzione di Re e di Medico)

Per il contemporaneo di Lutero, Ignazio di Loyola, la capacità di conoscere Cristo può essere migliorata attraverso specifiche forme di esercizi di meditazione. Gli Esercizi spirituali di Ignazio richiedono circa 30 giorni di meditazione, di contemplazione e di immagini mentali, con l'obiettivo di conoscere Cristo più intimamente e di amarlo più profondamente. Tali esercizi vengono tuttora usati dai gesuiti.
A partire dal XIV secolo nell'Impero Bizantino si sviluppò la tradizione dell‘esicasmo (dal greco ἡσυχασμός hesychasmos, da ἡσυχία hesychia, calma, pace, tranquillità, assenza di preoccupazione), dottrina e pratica ascetica che si era già diffusa tra i monaci dell'Oriente cristiano fin dai tempi dei Padri del deserto (IV secolo). Praticata da Gregorio del Sinai e sostenuta da Gregorio Palamas, questo stile di preghiera mistica e contemplazione continua ad essere utilizzato nella Chiesa ortodossa come una pratica spirituale che facilita la conoscenza di Cristo.
Nella tradizione cattolica, altri santi oltre Ignazio di Loyola hanno proposto la preghiera e la contemplazione delle Scritture come percorso per conoscere meglio Cristo. nel suo Camino de Perfección (1567), Teresa d'Avila insegnò alle sue suore come cercare di arrivare a conoscere Cristo usando la preghiera mentale. Mentre la Chiesa cattolica approva la meditazione cristiana come benefica per conoscere Cristo, nella lettera Orationis formas emessa dalla Congregazione per la dottrina della fede il 15 ottobre 1989, specificamente si ammonisce contro l'utilizzo di stili meditativi non cristiani (per esempio, gli stili modificati buddhisti) per tentare di conoscere Cristo.

## La conoscenza di Cristo

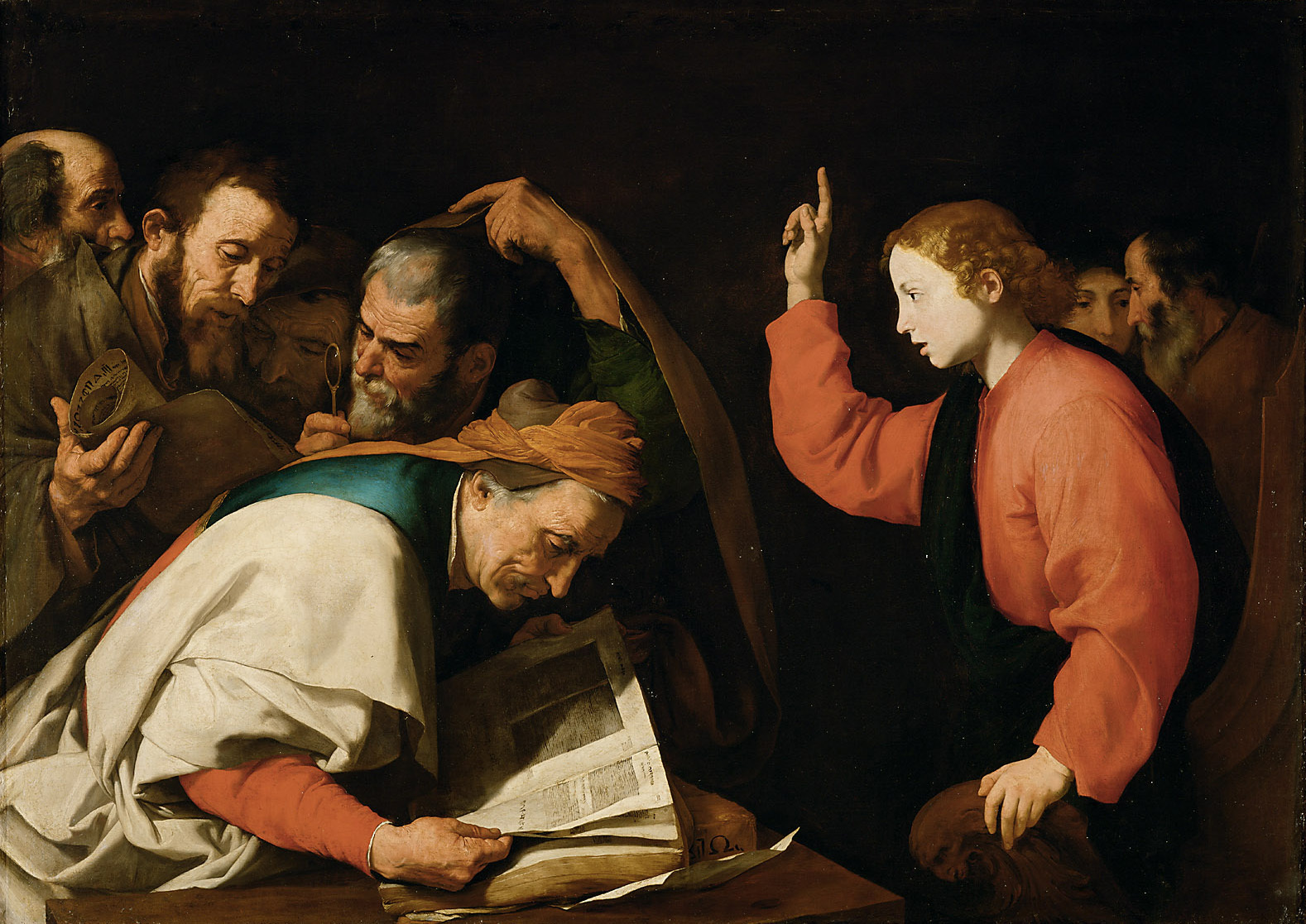
Gesù tra i dottori (dipinto dello Spagnoletto)

Durante l'Età apostolica, era comune nella tradizione ebraica presumere che i profeti in generale avessero illuminazioni speciali, che più tardi vennero chiamate col termine "scienza infusa" nella teologia cristiana. Viene fatto un riferimento esemplificativo in Luca 7:39 dove il fariseo si aspettava che un profeta conoscesse la donna che lo aveva toccato.
Tre livelli specifici di conoscenza vengono spesso discussi in cristologia come conoscenza beatifica, infusa e acquisita. Coloro (come Tommaso d'Aquino in ST III, q. 9) che aderiscono al principio della Perfezione di Cristo, perfetto Dio e perfetto uomo (secondo il simbolo atanasiano), ragionano affermando che egli debba aver avuto una conoscenza beatifica di Dio ("visione beatifica") e di tutte le cose dal Verbo sin dall'inizio, a causa della sua perfezione. Ciò fu possibile perché l'anima di Cristo fu creata e poté avere quindi esperienza della visione beatifica (dentro di sé, essendo essa stessa divino-umana), ricevere la conoscenza infusa dallo Spirito Santo Dio e quella umanamente acquisita mediante apprendimento, condividendo in tutto la natura umana che nei profeti esperisce la conoscenza infusa e, in Paradiso, la visione beatifica. Tuttavia, i concetti di Tommaso non sono generalmente accettati da tutti i cristiani.
Specifici passi evangelici come Matteo 11:25-27 e Luca 10:21-22 indicano che Gesù fosse un rivelatore di conoscenza nuova, basata sulla sua speciale relazione con Dio Padre: "nessuno conosce chi è il Figlio se non il Padre, né chi è il Padre se non il Figlio e colui al quale il Figlio lo voglia rivelare". Questi due passi inoltre possono essere letti ad implicare un'uguaglianza nella relazione tra il Figlio e il Padre.
Tuttavia, la questione se Cristo avesse conoscenza completa in terra prima della sua Ascensione è stata oggetto di molti dibattiti. Nell'analisi dei Vangeli, un punto di contesa sono stati i due versi paralleli nei Vangeli di Matteo e Marco che si riferiscono al conoscere il "giorno e l'ora". Mentre Marco 13:32 afferma: "Quanto poi a quel giorno o a quell'ora, nessuno li conosce, neanche gli angeli nel cielo, e neppure il Figlio, ma solo il Padre", nella maggior parte dei manoscritti Matteo 24:36 non include le parole "neppure il Figlio".
Nelle varie tradizioni cristiane, differenti soluzioni a questa problematica sono state espresse nel corso dei secoli. Cirillo d'Alessandria argomentò che "senza dubbio" Cristo sapeva l'ora (della fine), ma l'enunciato di Gesù voleva enfatizzare la prospettiva umana. Altre soluzioni lungo questa linea di ragionamento suggeriscono che Cristo non aveva "conoscenza comunicabile" in una forma che potesse essere compresa dagli Apostoli. Ulteriori approcci propongono una struttura di conoscenza a più livelli per Cristo, in termini di ciò che può essere rivelato agli esseri umani, ecc.
Storicamente, nel cristianesimo ortodosso la questione dell'Unione ipostatica sollevava la domanda se la conoscenza posta nella componente divina fosse identica alla conoscenza di Dio.
Gli scrittori di storia ecclesiastica, a partire da Louis Ellies du Pin (1657–1719) col suo L'histoire de l'Eglise (1712), hanno indicato il ruolo di Marco 13:32 anche nelle controversie che coinvolgono l'arianesimo.

### Chiesa cattolica
Nel V secolo, Agostino d'Ippona (che considerava necessaria l'incarnazione del Logos), sosteneva che il "Cristo umano" possedeva perfetta conoscenza fin dal momento dell'Incarnazione. Agostino respingeva qualsiasi ignoranza da parte di Cristo, affermando che Gesù aveva perfetta conoscenza dal momento della Incarnazione, avendo partecipato alla conoscenza del Verbo. La convinzione di Agostino circa la dichiarazione nel Vangelo di Luca che il giovane Gesù crebbe in conoscenza e grazia, era che Gesù semplicemente manifestò la sua conoscenza in modo graduale.

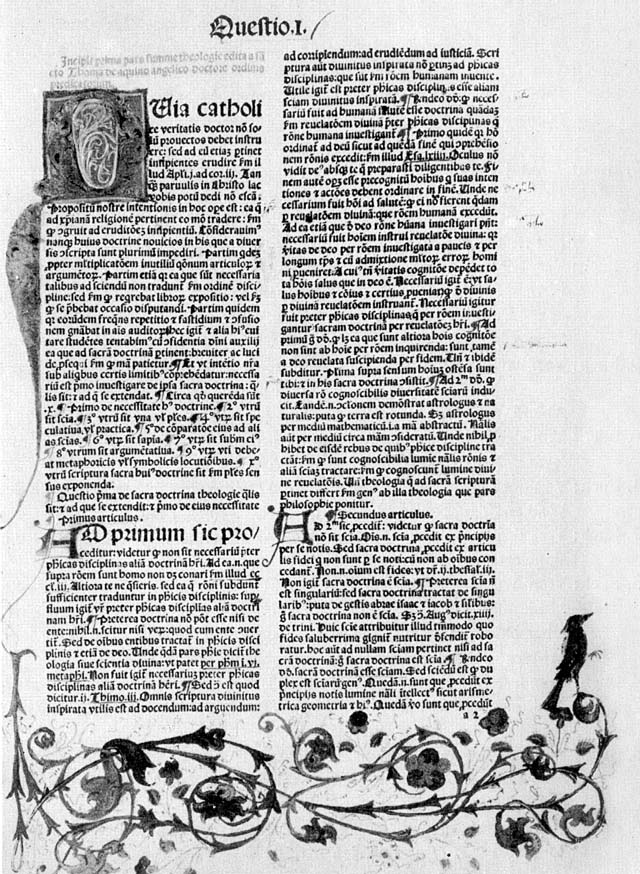
Pagina della Summa Theologiae, copia del 1482

Nel XIII secolo, nella sua opera Summa Theologiae, Tommaso d'Aquino intraprese un'analisi sistematica della conoscenza di Cristo. Formulò un vasto numero di domande, analizzandole e poi fornendone le risposte. Ad esempio, sul tema della "conoscenza esperienziale di Cristo" e della "conoscenza beatifica dell'anima di Cristo", pose e rispose diverse serie di domande:
- Come acquisiva esperienza Cristo? Crebbe nella sua conoscenza? Imparò da altri? Apprese conoscenza dagli angeli?

- L‘anima di Cristo aveva la comprensione del Verbo, o dell‘Essenza Divina? Cristo conosceva nel Verbo tutte le cose? La sua anima poteva conoscere l'infinito nel Verbo? L‘anima di Cristo vedeva il Verbo o l‘Essenza Divina meglio di ogni altra creatura?

Dopo un'analisi prolungata, l'Aquinate concluse che Cristo aveva una conoscenza perfetta sin dall'inizio. (cfr. CCC 473-474). Segni di apprendimento e conoscenza acquisita si ritrovano in Gv 6; Mc 11,13; Mt 8,10; Mc 6,6. Esempi di scienza infusa che solo Dio possiede e può infondere, si hanno in Gv 1,48; Gv 11 (Gesù sa che Lazzaro è morto); il triplice annuncio della Passione di Gesù nei 3 sinottici;la predizione della distruzione del Tempio di Gerusalemme. In merito all'ignoranza di Gesù circa alcuni fatti, Mc 13,32 è stato interpretato da san Gregorio Magno nel senso che Gesù conosce il giorno e l'ora del giudizio universale, in quanto Dio e, come uomo, in virtù della sua natura divina. 
Nel 1918, il Sant'Uffizio emise un decreto dal titolo Circa quasdam propositiones de scientia animae Christi che ricusava l'interpretazione di Marco 13:32 nel senso che Cristo non conosceva l'ora e sosteneva la convinzione che Cristo aveva una conoscenza completa in qualsiasi momento, grazie all'Unione ipostatica. Il Catechismo della Chiesa Cattolica (articolo nr. 472) afferma che, dato che Cristo era dotato di vera conoscenza umana, questa poteva "crescere in sapienza, età e grazia" poiché veniva esercitata nelle condizioni storiche della sua esistenza nello spazio e nel tempo. Tuttavia l'articolo nr. 474 afferma che Cristo "fruiva in pienezza della scienza dei disegni eterni", e cioè:
Nel XX secolo, il teologo svizzero Hans Urs von Balthasar, basandosi sul concetto della "coincidenza tra la Persona e la missione di Cristo", scrisse che il Figlio di Dio non poteva esser stato inviato nella sua missione senza la conoscenza di cosa dovesse compiere - o che gli venisse rivelata solo più tardi. Secondo Balthasar "colui che fu inviato", essendo parte della Trinità, dovette essere consultato prima di iniziare la sua missione. Il teologo quindi ne deduce che, tramite il Logos, Cristo possedeva tutta la conoscenza sin dall'inizio.

### Protestantesimo
Le convinzioni di Giovanni Calvino sulla conoscenza di Cristo differiscono per esempio da quelle di Atanasio di Alessandria. Calvino considera la dichiarazione di Luca che il bambino Gesù "crebbe in saggezza" per dimostrare che il Dio Figlio preesistente era "disposto ... per un periodo, ad esser deprivato di conoscenza". Questa opinione è oggigiorno condivisa da molti protestanti evangelici. Altri scrittori come per esempio Robert Bowman (2007) e Oscar Cullmann (1980) parlano di un paradosso tra l'onniscienza di Dio e le limitazioni di tale onniscienza in Cristo. Il ruolo dello Spirito Santo nell'acquisire conoscenza di Cristo continua comunque ad essere una parte fondamentale degli insegnamenti sulla conoscenza di Cristo.

### Chiesa ortodossa
L'interpretazione della Chiesa ortodossa in merito alla conoscenza di Cristo differisce sia dalla prospettiva cattolica che da quella protestante. Riferendosi a Marco13:32 Marco13:32 il teologo ortodosso Sergej Nikolaevič Bulgakov (1871–1944) riassunse la posizione degli ortodossi affermando che il passo neotestamentario non preclude la possibilità che Cristo conoscesse l'ora, ma che l'avesse conosciuta in una forma che non poteva essere comunicata agli apostoli come esseri umani, poiché la consapevolezza umana è incapace di comprendere tale classe di eventi.
Quanto sopra postula una specifica interpretazione della consapevolezza e conoscenza umana di Cristo durante il suo ministero.

## La mente e la conoscenza umana

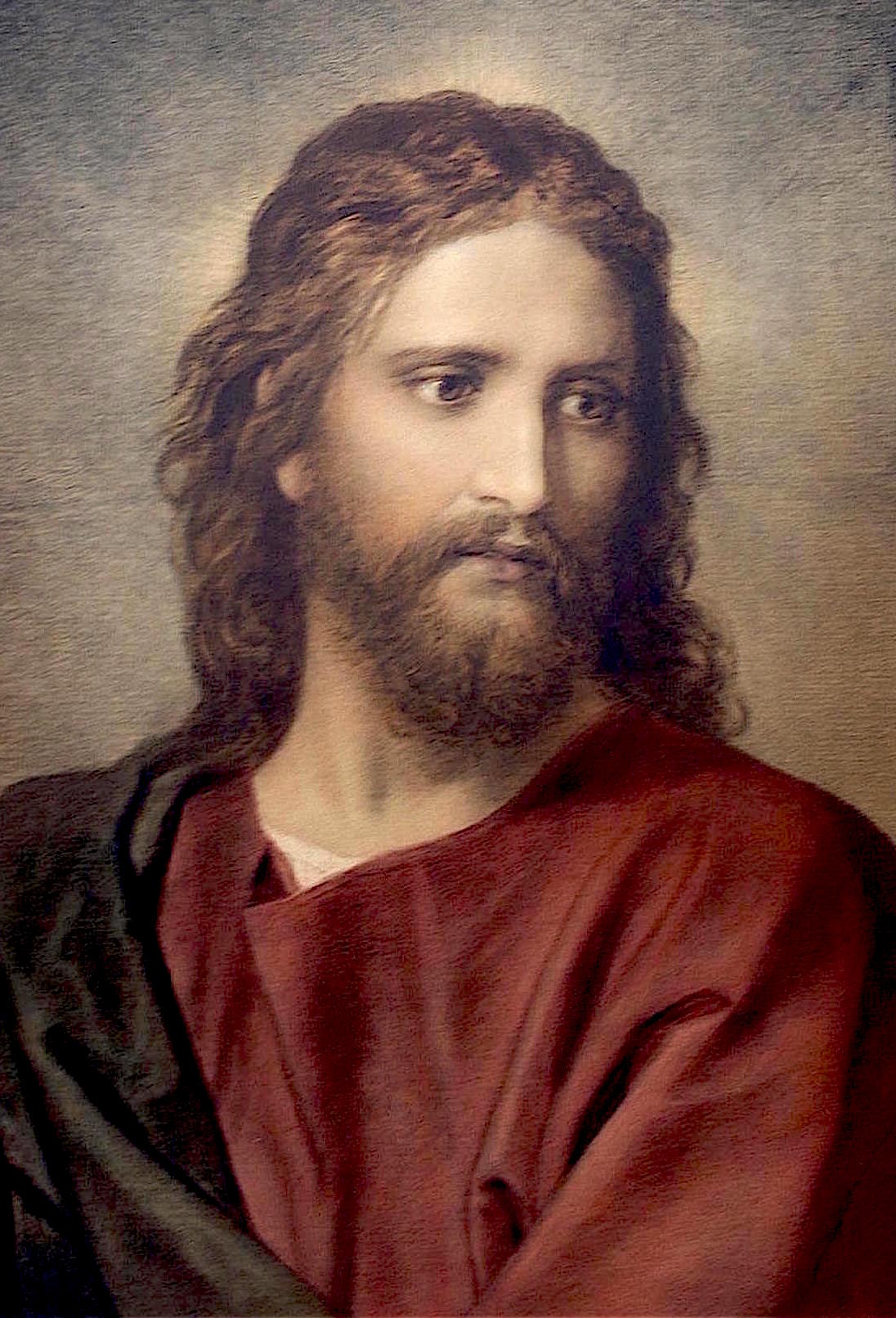
Cristo in un dipinto di Heinrich Hofmann, 1889

Secondo la Religione Cattolica Gesù Cristo aveva, sin dal primo istante del suo concepimento, la perfetta visione dell’essenza divina. Infatti il Catechismo della Chiesa Cattolica (1992) attribuisce la visione beatifica alla mente umana di Cristo, durante la sua vita terrena, nel paragrafo 473, dove dice: “È, innanzi tutto, il caso della conoscenza intima e immediata che il Figlio di Dio fatto uomo ha del Padre suo”. Anche Papa Pio XII, nell’enciclica Mistici Corporis afferma: “Questa amantissima conoscenza, con la quale il Divin Redentore ci ha seguiti fin dal primo istante della sua incarnazione, supera ogni capacità della mente umana, giacché per quella visione beatifica di cui godeva fin dal momento in cui fu ricevuto nel seno della Madre divina, Egli ha costantemente e perfettamente presenti tutte le membra del Corpo Mistico e le abbraccia col suo salvifico amore!” (Mistici Corporis, 76). Anche Tommaso d'Aquino e la successiva tradizione teologica cristiana, soprattutto cattolica, riteneva che nella sua mente umana Gesù godesse della "visione beatifica" e quindi vivesse della visione e non della fede. L'Aquinate espresse classicamente questa tesi: "Se dunque si toglie l‘inevidenza della realtà divina, viene meno la fede. Ma Cristo fin dal primo istante della sua concezione ebbe la piena visione dell‘essenza di Dio... Quindi non ci poteva essere in lui la fede." Insieme a questa conoscenza della visione, si riconosceva che la conoscenza umana di Gesù includesse conoscenza esperienziale "ordinaria", ma la si reputava che abbracciasse una speciale conoscenza "infusa".
Sorgono notevoli difficoltà contro la tesi che sostiene che la conoscenza umana di Gesù comprendesse la visione beatifica. Tuttavia, rispetto ad ogni singola difficoltà, san Tommaso d'Aquino, il teologo di riferimento della Religione Cattolica, ha dato una risposta più che esauriente. Primo, come poteva soffrire veramente se tramite la sua mente umana egli conosceva Dio immediatamente e in modo beatifico? A questa obiezione san Tommaso risponde  distinguendo due cause di sofferenza delle potenze dell'anima: il loro oggetto ed il loro soggetto. Dunque secondo il loro oggetto proprio, ossia Dio Stesso, l'intelletto e la volontà di Cristo non potevano in alcun modo soffrire. Rispetto invece al loro soggetto, ossia l'essenza dell'anima stessa, queste potenze pativano a causa delle sofferenze a cui era sottoposta l'essenza dell'anima, la quale a sua volta soffriva per via dei patimenti del corpo (con cui era sostanzialmente unita). Secondo, tale visione solleverebbe problemi per il libero esercizio della volontà umana di Gesù. Nonostante il modo in cui Tommaso qualifica la "scienza di visione" da parte di Gesù, una tale visione beatificante immediata di Dio in questa vita sembrerebbe eliminare la possibilità della libertà umana alle condizioni della storia terrena. Qui ed ora, l'esercizio di libertà richiede dei limiti alla nostra conoscenza e delle incertezze sul futuro. A questa obiezione san Tommaso risponde  che la perfezione del libero arbitrio dipende in realtà dalla sua capacità di effettuare scelte che non separino dal fine ultimo (Dio). Al contrario, la deficienza del libero arbitrio consiste nell'effettuare scelte che discostano dal fine ultimo, proprio come la deficienza dell'intelletto consiste nel giungere a conclusioni che sono dissonanti rispetto ai principi logici da cui esse pretendono di derivare. Essendo dunque la volontà umana di Gesù, soprattutto a causa della visione beatifica, perfettamente aderente al fine ultimo e capace di effettuare sempre le scelte giuste, ne consegue che la visione beatifica rendeva il libero arbitrio di Gesù non solo presente, bensì anche perfettissimo. Terzo, Gesù viene riportato nelle Scritture come obbediente verso il Padre, nonostante sofferenze e tentazioni (cfr. Marco 1:12-13;14:32-42; Luca 22:8; Ebrei 2:18;4:15) Il possesso regolare della visione beatifica escluderebbe qualsiasi vera difficoltà da parte di Gesù. Le sue "sofferenze e tentazioni" non sarebbero state delle vere minacce alla sua lealtà ma solo uno "spettacolo" messo in scena a nostro beneficio ed edificazione. Quarto, come si può conciliare la conoscenza della visione (che Tommaso interpreta ad includere una comprensione completa di tutte le creature e di tutto ciò che possono fare) con la conoscenza umana del mondo? Come essere umano, tale conoscenza cresce e si sviluppa attraverso l'esperienza, ma rimane sempre limitata e queste limitazioni appartengono proprio alla natura stessa dell'umanità. Una conoscenza in questa vita che comporti (fin dal primo momento del concepimento stesso) una comprensione totale di tutte le creature e di tutto ciò che possono fare, pare essere così sovrumana che getta seri dubbi sullo stato reale della conoscenza umana di Gesù.
Quinto, la tesi di tale conoscenza comprensiva sin dal momento del concepimento crea le sue proprie difficoltà. La mente non deve certamente esser ridotta al solo cervello. Ciò nonostante, la mente si correlaziona 1:1 al cervello; la vita mentale dipende dal cervello. Cosa si può ipotizzare del cervello umano di Gesù nella fase di cellula singola associandolo e in un qualche modo "appoggiandolo" alla più "avanzata" conoscenza umana mai immaginabile, la visione beatifica goduta dai santi del cielo dopo che hanno completato il proprio pellegrinaggio in terra? Secondo un motto classico, "la grazia suppone la natura". Qui avremmo una grazia straordinariamente elevata, proprio la visione di Dio goduta da coloro che "dimorano nella gloria", che suppone un punto di partenza estremamente semplice per la crescita della sua natura umana: Gesù nella fase di cellula singola.
Sesto, i Vangeli Sinottici contengono passi che implicano limiti ordinari alla conoscenza umana di Gesù (per esempio, Marco 5:30-32;13:32). Alcuni insegnanti paleocristiani tentarono di mitigare la forza di ammissioni del tipo "nessuno conosce il giorno o l'ora [della fine], né gli angeli nel cielo, né il Figlio, ma solo il Padre" (Marco 13:32). Agostino quindi spiega che Gesù conosceva l'ora ma non era disposto ad annunciarla (De Trinitate, 1.23). Tuttavia, altri scrittori antichi riconobbero che i Vangeli riportavano dei limiti alla conoscenza umana di Gesù. Cirillo d'Alessandria prese Luca in parola quando scrisse che Gesù "crebbe in sapienza e in età" (Luca 2:52).
Settimo, le limitazioni di questo tipo sono caratteristiche della natura umana. L'insistenza del Concilio di Calcedonia che la natura umana di Cristo conservò il "carattere ad essa appropriato", deve rendere cauti circa l'attribuzione di proprietà speciali (in questo caso, la conoscenza del tutto straordinaria della "visione beatifica") alla sua mente umana. La mente umana di Cristo e la rispettiva conoscenza furono mantenute come tali e non rese sovrumane mediante l'unione ipostatica. La comprensione completa di tutte le creature e di quello che potessero fare (che l'Aquinate ritiene appartenga alla visione beatifica) eleverebbe la conoscenza di Cristo a tali livelli al di sopra dei normali limiti della conoscenza umana da far venire dubbi sulla autenticità della sua umanità, per lo meno in un aspetto essenziale: lo farebbe sembrare, durante la sua storia terrena, come se nella sua mente umana avesse avuto a tutti gli effetti il potere dell'onniscienza, anche se non necessariamente onnisciente come Dio nella mente divina.
Per queste ed altre ragioni correlate, i teologi trovano difficile accettare la tesi di Tommaso d'Aquino che la conoscenza del Gesù terreno includesse (quasi a dire fosse dominata da) la visione beatifica. Si deve invece insistere su "ciò che viene implicato dalla conoscenza umana della Parola eterna esercitata attraverso la nostra natura quale secondo principio della sua attività". Fintanto che il soggetto divino operava tramite una natura umana su questa terra, il Logos agiva mediante una natura ed una mente limitati in conoscenza. Altrimenti la reale condizione di tale natura umana sarebbe sospetta e Gesù non sarebbe stato "veramente" umano nei termini definiti classicamente dal Concilio di Calcedonia.
Quei cattolici che ancora vorrebbero sostenere la tesi di Tommaso, e che è stata popolare fino alla metà del XX secolo, devono far riferimento ai numerosi documenti della Commissione Teologica Internazionale (1979, 1981 e 1983) e della Commissione Biblica Pontificia (1984) che hanno trattato della consapevolezza e conoscenza umane di Gesù e non hanno mai affermato che egli abbia goduto della visione beatifica durante la sua vita terrena. Tuttavia bisogna notare che le suddette commissione non fanno parte del Magistero ecclesiastico, bensì sono solo un organo consultivo, come descritto nel loro profilo: “Non essendo più costituita da Cardinali, sul modello delle Congregazioni romane, la nuova Commissione Biblica diventa un organo consultivo, messo al servizio del Magistero e collegato alla Congregazione per la Dottrina della Fede, il cui Prefetto è anche il Presidente della Commissione (cf. art. 1)”. Pertanto i cattolici non sono obbligati a dare assenso stretto alle loro dichiarazioni dottrinali.
La "visione massima" della conoscenza terrena di Gesù sostenuta dalla Chiesa Cattolica e da Tommaso non gode più dell'approvazione ufficiale delle autorità ecclesiastiche della maggioranza delle confessioni cristiane, sebbene alcuni continuino a difenderla, in quanto con il tempo hanno modificato la loro dottrina. 